# Palamidi

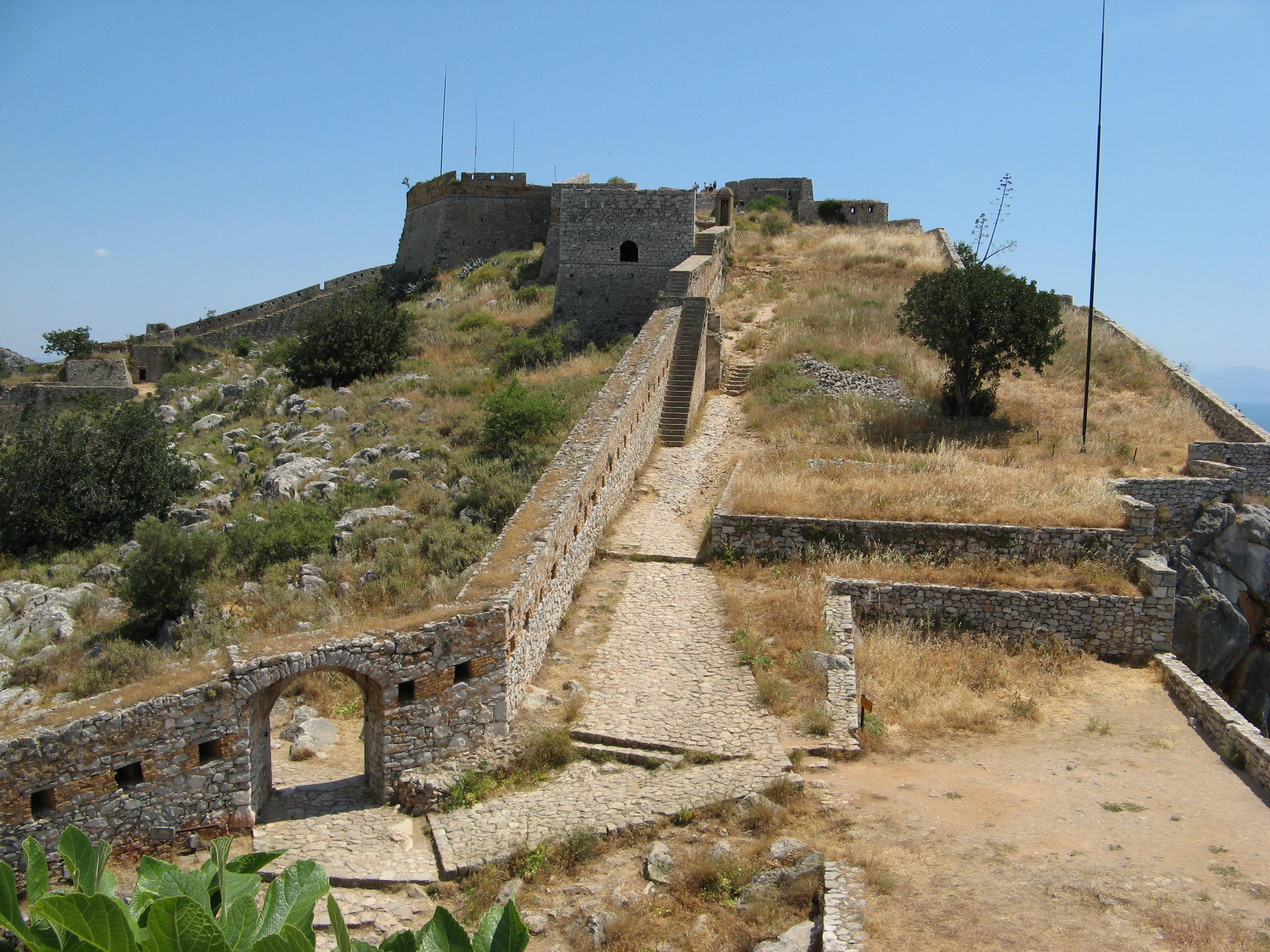
Twierdza Palamidi

Zamek Palamidi (gr. Κάστρο Παλαμήδι) – twierdza w Grecji (na Peloponezie) położona na wzgórzu w Nauplion (Nafplio), około 216 metrów nad poziomem morza, na wschód od szczytu Akronauplia. Zamek został wzniesiony przez Wenecjan podczas okupacji Nauplionu w latach 1686–1715. W latach 1715–1822 (do odzyskania przez Grecję niepodległości) znajdował się w rękach Turków osmańskich.
W powstaniu narodowym 1821 roku twierdza ta została zdobyta przez Greków, zaskakującym atakiem, od strony teoretycznie najbardziej obronnej, gdyż najwyżej położonej części zamku.
Do naszych czasów zachował się niemal nienaruszony, rozległy kompleks fortyfikacji Palamidi, mieszczących m.in. Muzeum Historyczne i będących jedną z turystycznych atrakcji miasta.